# Dragée
Pour les articles homonymes, voir Dragée (homonymie).

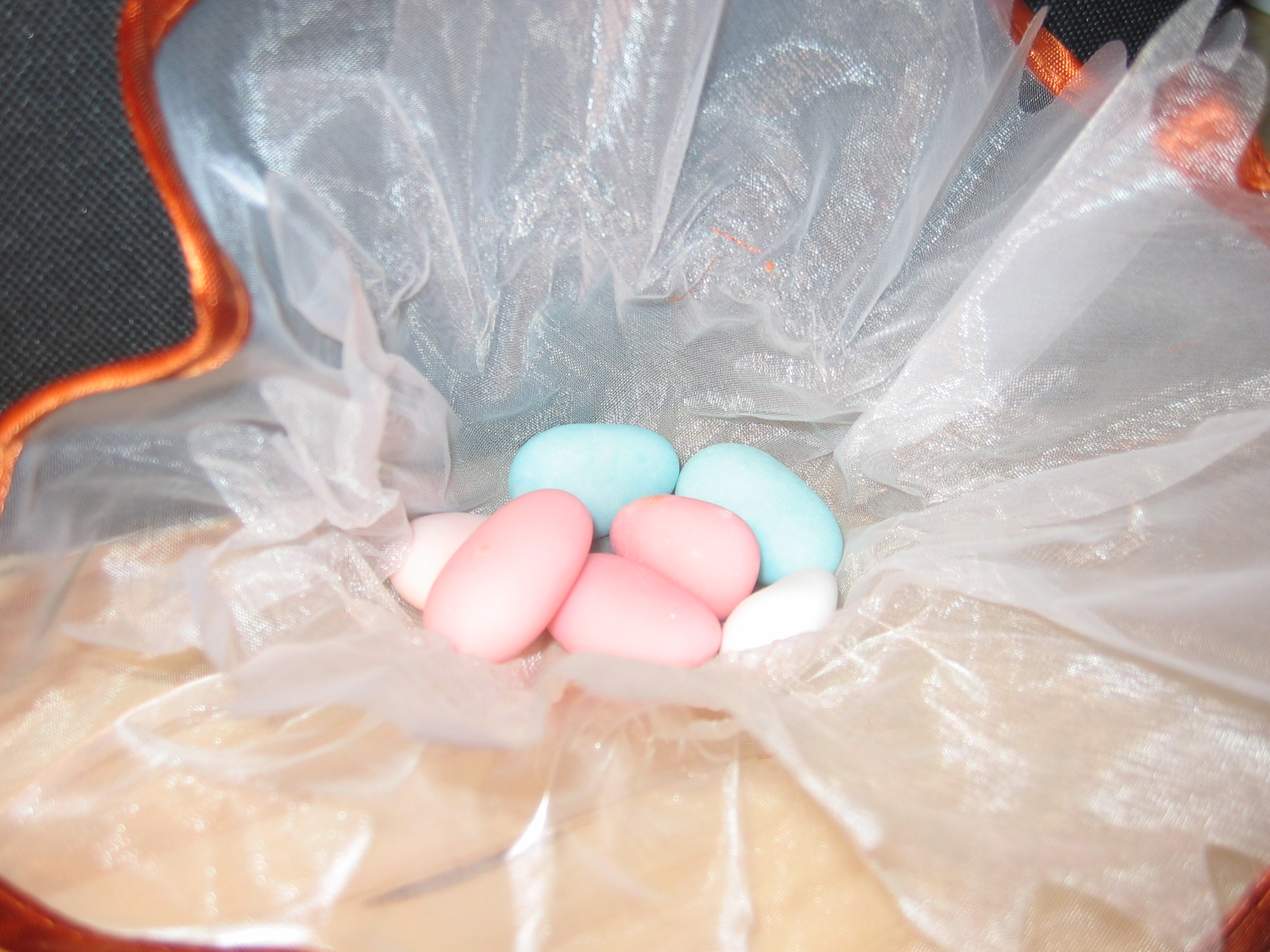
Des petits lots de dragées sont parfois offerts lors de grandes occasions.

La dragée est une confiserie constituée d'une amande enrobée d'une fine couche de sucre. Elle est souvent associée à la ville de Verdun, ville où elle aurait été inventée.
Les dragées sont traditionnellement offertes à l'occasion de baptêmes, de mariages ou de communions et présentées dans de petits récipients appelés bonbonnières ou drageoirs.
On lançait jadis des dragées de petite taille durant certaines fêtes au lieu des confetti.

## Histoire
Les origines de la dragée sont diverses :
En grec ancien, le mot τράγημα / trágêma (tragemata en latin) signifie « friandise », et désigne un mets servi à la fin du repas, en guise de dessert.
Une légende non vérifiée attribue l'invention de la dragée à un confiseur romain, Julius Dragatus, qui aurait fait tomber par inadvertance une amande dans du miel, en 170 av. J.-C., et aurait eu l'idée de servir cette friandise à l'occasion du baptême du fils d'un patricien romain.

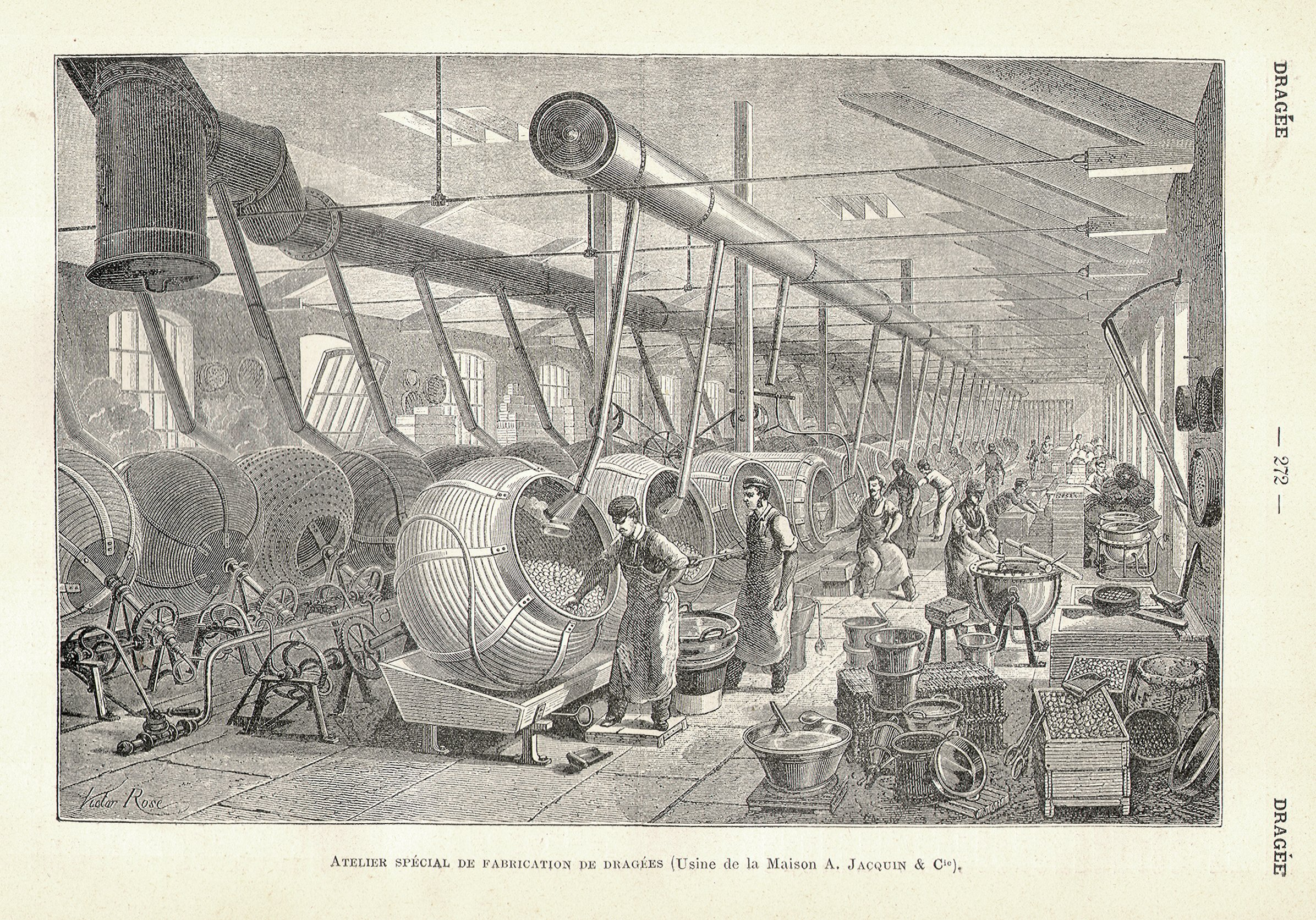
Atelier de fabrication de dragée (représentation de 1904 dans le Dictionnaire encyclopédique de l'épicerie et des industries annexes)

La dragée aurait également pour ancêtre une friandise appelée diagragum, fabriquée au Moyen Âge à partir de la sève d'un arbre d'Anatolie.
En France, elle est créée en 1220 par un apothicaire (les seuls autorisés à faire commerce du sucre) de la cité de Verdun, qui cherche un moyen de faciliter la conservation et le transport des amandes qu'il utilise. Il a alors l'idée de les enrober de sucre et de miel durcis à la cuisson, faisant de Verdun un important centre de fabrication et le symbole de la ville. Le sucre, rapporté du Moyen-Orient par les croisés, est bientôt favorisé à la place du miel dans la confection des dragées en raison de l'apparence lisse obtenue ainsi.
La dragée devient vite une friandise, « une épice de bouche », recherchée notamment pour ses prétendues vertus curatives : bonne pour rafraîchir l'haleine et pour la digestion, elle est surtout réputée pour combattre la stérilité selon la théorie des humeurs, d'où sa présence sur les tables françaises à chaque événement familial : mariages, baptêmes, communions, etc. À Verdun, la recette d'origine consiste à enrober de sucre des graines d'anis vert. Elles sont recommandées aux femmes enceintes pour les aider à bien mener leur grossesse à terme.
De Verdun, la dragée se fait connaître en Hollande, à Constantinople et en Russie. Les dragées sont offertes aux magistrats et aux membres de la famille royale. En 1574, Henri III en reçoit à l'occasion de son sacre, ainsi qu'Henri IV, lors de son passage à Verdun en 1603.
Elle est appréciée à la cour de Louis XIV et fait partie des épices de chambre, disposées dans des vases d'or et d'argent appelés drageoirs.
Il est parfois mentionné que la famille de Médicis l'aurait introduite dans les grandes cours d'Europe, mais cette anecdote relève du mythe gastronomique,.
En 1750, un confiseur parisien, Pecquet, invente une dragée lisse en faisant cuire du sirop de sucre autour d'une amande dans des bassines qu'il fait tourner toute une journée. Ce dragiste, créateur de la dragée moderne, devient le fournisseur officiel de la Cour au point que Paris détrône la capitale des dragées, Verdun. En 1777, une ordonnance royale retire le privilège du commerce du sucre aux apothicaires pour le remettre aux confiseurs. Le procédé de fabrication est modernisé vers 1840 par Moulefarine qui invente l'ancêtre de la turbine à dragée qui est créée à la fin du XIXe siècle par les confiseurs Peysson, Jacquin et Delaborde. L'ère industrielle sonne la fin des dragistes artisans.
Dans la tradition chrétienne, on lance des dragées au-dessus des mariés à leur sortie de l'église, et on en offre également aux invités d'un mariage ou d'un baptême. Au Xe siècle, le parrain ou la marraine d'un enfant lançaient des poignées de noisettes et d’amandes à la sortie de l’église. L’amande, dans sa coque, était un symbole de fécondité et de vie. Plus tard, les fruits secs ont été remplacés par des dragées.
L'amande est aussi un symbole de fertilité et d'amour éternel. Dans la mythologie grecque, on retrouve cette symbolique dans la légende de la princesse Phyllis, morte de chagrin en attendant le retour de son amant, puis transformée en amandier, devenu florifère quand son amant finit par revenir et lui offrir un sacrifice. Dans la Bible, un épisode de la sortie d'Égypte des Hébreux où le bâton d'Araon fleurit et donne des amandes, rappelle le lien entre l'amande et la vie qui s'éveille. Par ailleurs, l'amande est associée à la mandorle (de l’italien mandorla, qui signifie « amande »), une figure de forme ovale formée par l'intersection de deux cercles, la Terre et le Ciel, dans laquelle apparaît le Christ, qui fait passer les vivants de l'un à l'autre. L'amande invite donc les baptisés et les mariés à suivre le Christ.
L'amertume de l'amande alliée à la douceur du sucre symbolise les joies et les peines de la vie[réf. nécessaire].
La tradition populaire veut que pour un mariage cinq dragées soient offertes pour cinq vœux : fécondité, félicité, prospérité, santé et longévité. Le nombre impair symbolise également l'indivisibilité de l'union des mariés.

## Fabrication
Les ingrédients principaux sont des fruits secs, du sucre et de l'eau. Pour la fabrication des dragées, de nombreuses opérations sont réalisées successivement (manipulées 10 fois).
- Les amandes sont triées selon leur taille et leur forme et sont décoquées à proximité du site de récolte ou en usine après transport.

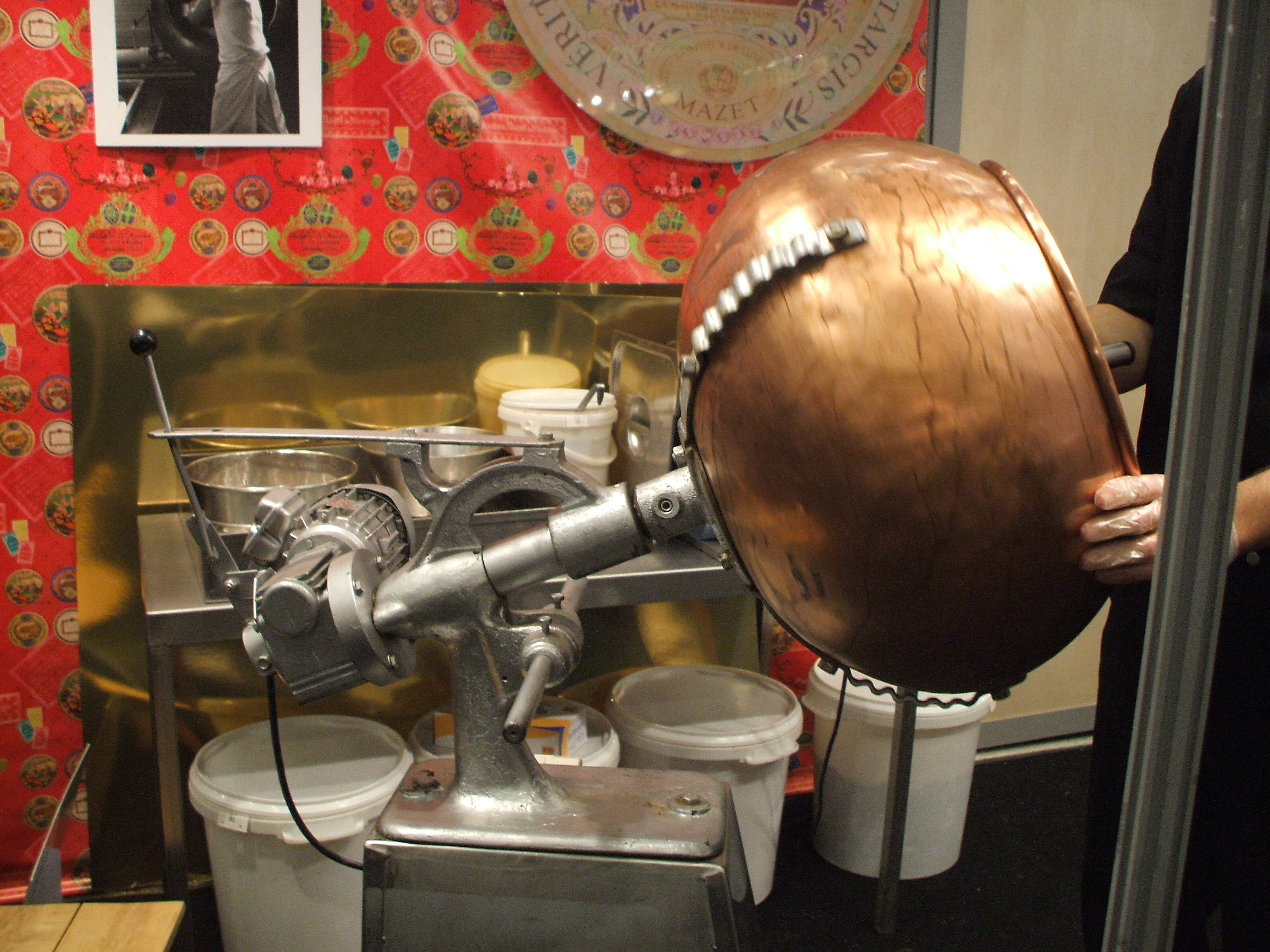
Turbine servant à enrober des dragées au chocolat

- L'étuvage des amandes triées se fait dans un local ventilé à 70 °C avec une hygrométrie d'environ 30 %.

- Le gommage des amandes a pour but de recouvrir les amandes d'un film et d'empêcher l'huile de migrer vers l'extérieur. Les amandes sont placées dans des turbines inclinées en rotation, et sont enveloppées à chaud de gomme arabique (acacia), de gomme-laque de blé ou des deux. Un repos de 24 heures est ensuite nécessaire pour que le gommage sèche.

- Le grossissage consiste à recouvrir ces amandes gommées d'une fine couche de sucre vanillé. On utilise un sirop de sucre de concentration relativement élevée. Ce sirop est versé manuellement (à la louche) sur les amandes dans la turbine en mouvement. L'évaporation de l'eau est facilitée par une ventilation air chaud / air froid, pendant qu'un serpentin alimenté de vapeur complète le séchage. Le grossissage nécessite de 30 à 60 charges, suivant l'épaisseur recherchée.

- La mise en couleur se fait à l'aide d'un sirop de sucre moins concentré et des colorants alimentaires autorisés.

- Le lissage est l'étape finale destinée à donner aux dragées leur aspect de porcelaine et une surface parfaitement lisse avec des sirops de sucre aux concentrations décroissantes.

## Variétés

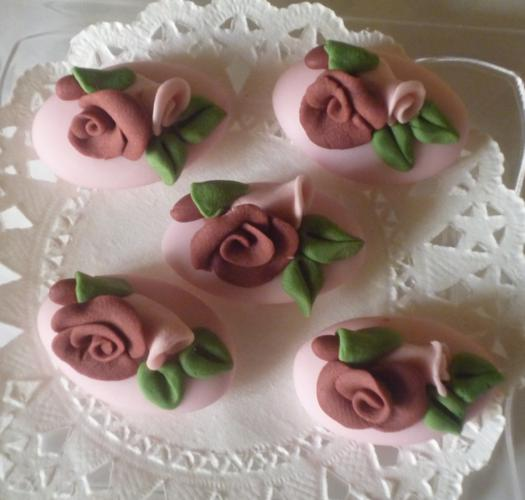
douce main décorée pâte de sucre

Aux XXe et XXIe siècles, on propose également des dragées de même apparence fourrées de chocolat et non d'amande. L'enrobage de sucre peut être blanc, rose, bleu clair, turquoise, etc. Elles sont parfois associées à des petites perles de sucre argent ou or. En France, Une couleur spécifique est attribuée pour la célébration des anniversaires de mariage,.

## Dragées d'Espagne
La commune de Casinos, dans la province de Valence, est le centre producteur plus important de dragées en Espagne, en disposant d'une élaboration traditionnelle. S'y célèbre chaque dernier week-end de novembre la Foire de Dulce Artesano, Peladillas et Turrones de Casinos, de grande popularité à un niveau autonome par la qualité de ses produits.
La typologie des peladillas de Casinos est variée, de l'élaboration des peladillas traditionnelles d'amande et du sucre à celles des types distincts de chocolats.

## Dragées dans la littérature
- Dans Le Tournoi de Chauvency (1285), Jacques Bretel signale qu'on apporte en fin de soirée des dragées aux invités des festivités ;
- Dans Les Rois maudits de Maurice Druon (1956), Mahaut d'Artois empoisonne Louis X le Hutin avec une dragée empoisonnée placée parmi les confiseries de son épouse, la reine Clémence de Hongrie[14] ;
- Bertie Crochue, sorcier de l'univers de Harry Potter, est spécialisé dans la fabrication de dragées magiques ;
- Les Dragées de sa Majesté (2011) Gribouille Bouille alias Julie Royer, petit roman pour enfant de 6 ans et plus.

## Dragées au cinéma
- Dans La Cabine des amoureux (1977), Ugo Tognazzi offre une dragée à deux prostituées (27' 24") ;